# 那坡红豆
那坡红豆（学名：Ormosia napoensis），为豆科红豆属下的一个种。

## 扩展阅读
維基物種上的相關：那坡红豆